# Euptelea polyandra
Euptelea polyandra là một loài thực vật có hoa trong họ Eupteleaceae. Loài này được Siebold & Zucc. mô tả khoa học đầu tiên năm 1840.